# Jan Hirt
Jan Hirt (født 21. januar 1991 i Třebíč) er en cykelrytter fra Tjekkiet, der er på kontrakt hos Israel-Premier Tech.